# Reprezentacja Armenii w koszykówce kobiet
Reprezentacja Armenii w koszykówce kobiet - drużyna, która reprezentuje Armenię w koszykówce kobiet. Za jej funkcjonowanie odpowiedzialny jest Armeński Związek Koszykówki.